# Canyelles (metrostation)
Canyelles (uitspraak : kəˈɲɛʎəs) is een metrostation aan Lijn 3 (groene lijn) van de metro van Barcelona. Het ligt in het district Nou Barris. Dit station is gebouwd in 2001 toen de lijn noordwaarts werd uitgebreid vanaf Montbau en was tot 2008 het eindpunt, totdat deze verder werd verlengd tot Trinitat Nova. Alfons Soldevila is de architect van het station. In tegenstelling tot de sobere inrichting van de meeste metrostations in Barcelona, zijn er in station Canyelles een aantal kunstwerken te vinden. 

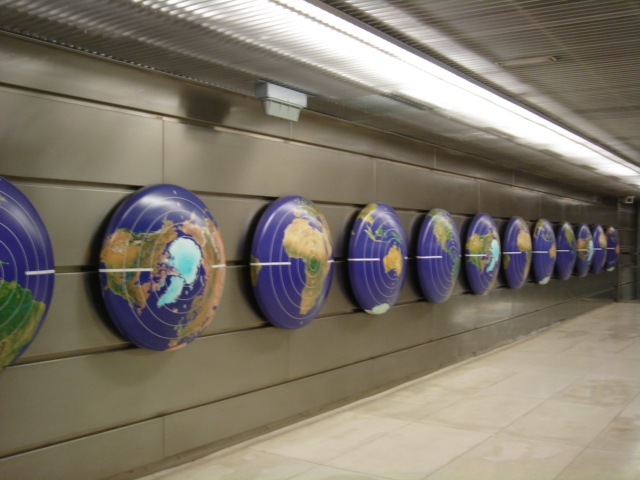
Kunst in metrostation Canyelles

Station Canyelles het ligt onder Carrer de Federico García Lorca en Via Favència-Ronda de Dalt en is een modern vormgegeven station in vergelijking met de meeste andere somber ogende stations van de stad. De twee ingangen liggen elk aan een zijde van het station. De eerste ligt aan Mercat-García Lorca en de tweede aan Via Favència en Parc de Josep Maria Serra Martí. Dit station is ontworpen door Alfons Soldevila.